# Галлвар Торесен
Галлвар Торесен (норв. Hallvar Thoresen, нар. 12 квітня 1957, Ларвік) — норвезький футболіст, що грав на позиції півзахисника. По завершенні ігрової кар'єри — тренер.
Виступав, зокрема, за клуби «Твенте» та ПСВ, а також національну збірну Норвегії.

## Клубна кар'єра
Народився 12 квітня 1957 року в місті Ларвік. Вихованець футбольної школи клубу «Ларвік Тюрн» з рідного міста, але у лютому 1976 року відправився на стажування дол Нідерландів.
У дорослому футболі дебютував 1976 року виступами за нідерландську команду «Твенте», в якій провів п'ять сезонів, взявши участь у 135 матчах чемпіонату. Більшість часу, проведеного у складі «Твенте», був основним гравцем команди. У складі «Твенте» був одним з головних бомбардирів команди, маючи середню результативність на рівні 0,34 гола за гру першості і став найкращим бомбардиром клубу в сезонах 1979/80 та 1980/81, а також виборов титул володаря Кубка Нідерландів у 1977 році.

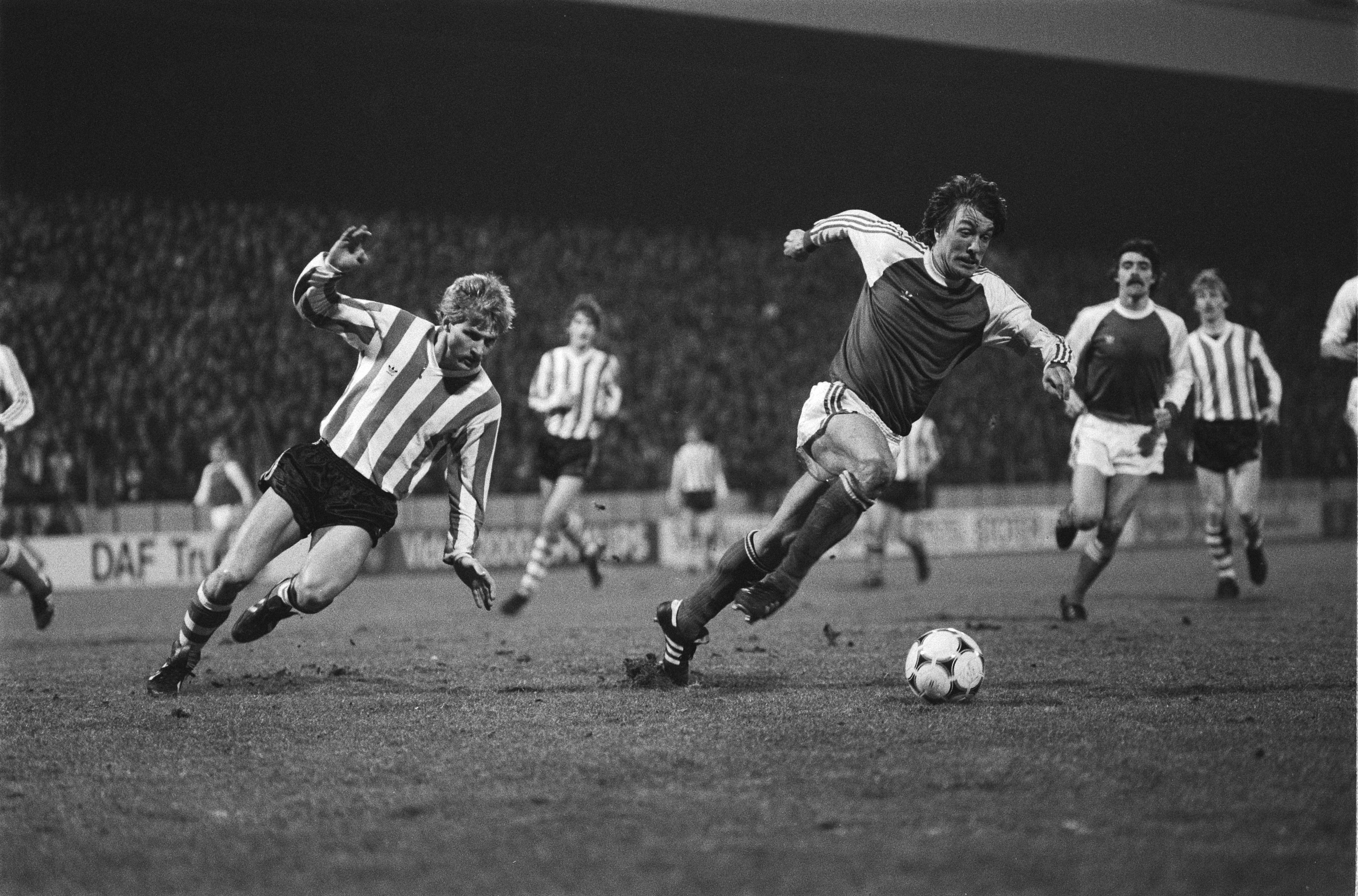
Галлвар Торесен (ліворуч) під час виступів за ПСВ. 1982 рік.

Своєю грою за цю команду привернув увагу представників тренерського штабу клубу ПСВ, до складу якого приєднався 1981 року. Відіграв за команду з Ейндговена наступні сім сезонів своєї ігрової кар'єри. Граючи у складі ПСВ також здебільшого виходив на поле в основному складі команди і був серед найкращих голеодорів, відзначаючись забитим голом в середньому щонайменше у кожній третій грі чемпіонату. За цей час додав до переліку своїх трофеїв ще один титул володаря Кубка Нідерландів та тричі ставав чемпіоном Нідерландів, при цьому у сезоні 1987/88 він здобув з командою «золотий дубль». З 1983 по 1986 роки Торесен був капітаном клубу. У 1988 році Галлвар виграв з командою Кубок європейських чемпіонів, але в тому останньому сезоні він майже не грав через травму коліна, і його замінив більш молодий Ганс Гіллгаус. Всього виступаючи за ейндговенців протягом семи сезонів, норвежець зіграв 179 матчів і забив 106 м'ячів.
Завершив ігрову кар'єру Торесен на батьківщині у нижчоліговій команді «Фрігг Осло», за яку виступав протягом 1988—1991 років.

## Виступи за збірні
1977 року залучався до складу молодіжної збірної Норвегії. На молодіжному рівні зіграв у 3 офіційних матчах.
21 травня 1978 року дебютував в офіційних іграх у складі національної збірної Норвегії в товариському матчі проти Ірландії (0:0) в Осло.
Він грав серед інших у матчі проти Англії (2:1), в якому норвезькі футболісти досягли історичної перемоги в 1981 році, забивши гол у тій грі.
Загалом протягом кар'єри у національній команді, яка тривала 10 років, провів у її формі 50 матчів, забивши 9 голів, і став одним з небагатьох гравців збірної Норвегії, які ніколи не грали в національній лізі — Елітесеріен.

## Кар'єра тренера
Розпочав тренерську кар'єру відразу ж по завершенні кар'єри гравця, 1991 року, очоливши тренерський штаб клубу «Фрігг Осло», після чого тренував інші норвезькі клуби «Стремсгодсет», «Бранн», «Одд Гренланд», «Ліллестрем» та «Скейд».
Останнім місцем тренерської роботи Торесен стала молодіжна збірна Норвегії, головним тренером якої Галлвар Торесен був з 2003 по 2006 рік.
У період з 2008 по 2015 рік він працював у «Твенте» скаутом, а з 2016 по 2019 роки він займав таку ж посаду у «Русенборзі».

## Титули і досягнення
- Чемпіон Нідерландів (3):

ПСВ: 1985/86, 1986/87, 1987/88
- Володар Кубка Нідерландів (2):

«Твенте»: 1976/77
ПСВ: 1987/88

## Особисте життя
Його батько, Гуннар Торесен (1920—2017), також був футболістом і грав за збірну Норвегії.
У 1981 році Галлвар Торесен знявся у епізодичній ролі футболіста у фільмі «Перемога» про футбольний матч в часи Другої світової війни між військовополоненими союзниками та німецькими охоронцями табору.